# Dentix
Dentix es una red de clínicas odontológicas de origen español que inició operaciones en Colombia en 2015. Desde su llegada, ha establecido más de 23 clínicas en distintas ciudades del país. Dentix opera bajo un modelo de clínicas propias, lo que le permite gestionar directamente sus procesos y servicios. Ofrece tratamientos en áreas como ortodoncia, rehabilitación oral, implantología, odontología general, endodoncia y estética dental.
La compañía ha enfocado su expansión en ofrecer servicios odontológicos mediante atención integral, incorporando tecnologías odontológicas y equipos especializados. Su presencia en Colombia forma parte de su estrategia de internacionalización, que también incluyó países como Italia y México.

## Historia
El origen de la compañía se remonta al año 2001, cuando Ángel Lorenzo, Licenciado en Odontología por la Universidad Complutense de Madrid, abrió su primera clínica en el barrio de Pueblo Nuevo de Madrid, España. En 2010, tras alcanzar las cuatro clínicas, Lorenzo fundó propiamente Dentix. En verano de 2012 comenzó la expansión a nivel nacional y a mediados de 2014 el número de clínicas ascendía a 70. A finales del mismo año Dentix abrió su primer centro fuera de España, en Italia. Poco después se abren los mercados de México y Colombia.
La compañía realizó un plan de expansión para implantarse en 2017 en Chile, Perú y Reino Unido y a medio plazo en otros mercados de Europa, Latinoamérica y Asia-Pacífico.
En 2015 la facturación de Dentix ascendió a 258 millones de euros y la plantilla estaba integrada por 3500 empleados, de los que 2800 trabajaban en centros en España. Ese mismo año, Dentix Colombia fue adquirido en su totalidad por Evolvere Capital.
En 2018, además de las 191 clínicas en funcionamiento en España, se sumaban las 41 de Colombia, 32 en México, 25 en Italia, 2 en Chile y 2 Reino Unido.
A finales de 2020, Dentix entró en un concurso de acreedores obligando a cerrar la mayoría de sus clínicas en España.